# Василид
Василид, или (в устаревшей передаче) Базилид (греч. Βασιλείδης; лат. Basilides) — деятель раннего гностицизма, наставник из Александрии Египетской, учивший в 117—138 годах н. э. Его собственным учителем был Менандр Антиохийский или некий Главкиад, якобы ученик апостола Петра. По некоторым данным, кроме Александрии, Василид проповедовал у персов.
От сочинений Василида, как и от многих других гностиков, сохранились только цитаты в трудах его оппонентов, в основном апологетов христианства. Считается, что он был автором собственного Евангелия и «Экзегетики» — обширного комментария к нему из 24 книг.
Ученики Василида основали особую школу гностицизма в Египте, существовавшую ещё в IV веке, о чём свидетельствует Епифаний Кипрский. Одним из последователей Василида был его сын Исидор.

## Учение
Реконструкция его учения затрудняется противоречивостью источников; однако Ириней Лионский приводит слова Василида, который утверждает, что высший, нерождённый Бог-Отец породил серию божественных сущностей, эманаций, в нисходящем порядке величия — Ум (Нус; собственно Христа, снизошедшего на человека Иисуса в момент крещения), Логос, Мысль, София, Сила и 365 ангелов, сотворивших материальный мир. Ипполит Римский, судя по всему, излагающий более позднюю редакцию учения Василида, излагает более сложное и оригинальное учение, в котором отсутствует представление об эманации, а в основе всего сущего провозглашается Ничто, Несущее (не-сущий Бог), содержащее в себе «панспермию» — все формы бытия, — и порождающее единосущное себе трёхчастное сыновство и ряд архонтов. Поскольку избранные уже спасены, нет надобности идти на конфронтацию с язычниками и на мученичество.
Василид даже утверждал, что Иисус не страдал и не был распят, но обманул иудеев, позволив, чтобы за него приняли Симона Киренейского, распятого в его образе, в то время как сам посмеивался над палачами. Арчибальд Робертсон видел в этом «совет избранным спасать свою шкуру и предоставить дураков их судьбе», свидетельствовавший об аморализации богатых александрийских христиан в правление просвещённого Адриана. Согласно Иринею, последователи Василида занимались магией и вели распущенный образ жизни. Климент Александрийский, впрочем, говорит, что это последователи испортили учение самого основателя школы.

## В текстах символистов
- К. Г. Юнг в 1916 г. осуществил литературную мистификацию, издав собственные «Проповеди мёртвым» как произведение Василида.
- Василид — герой стихотворения увлекавшегося гностицизмом Михаила Кузмина «Базилид».
- Х. Л. Борхес в своем коротком эссе «Оправдание лже-Василида» философски осмысливает решение гностиками извечной проблемы сосуществования Добра и Зла, добавляя в основной гностический миф малоизвестные детали.